# 飛騨自動車学校
飛騨自動車学校（ひだじどうしゃがっこう）とは、岐阜県高山市にある、岐阜県公安委員会が公認する技能試験免除自動車教習所（指定自動車教習所）である。株式会社日新が運営する。

## 概要
1964年（昭和39年）創立。1966年（昭和41年）に岐阜県公安委員会から指定を受ける。
講習として、高齢者講習、企業向運転講習、ペーパードライバー講習、取得時講習を行っている。

## 所在地
- 岐阜県高山市松本町1480-1

## 取得可能自動車運転免許
- 第一種運転免許
  - 普通自動車（MT・AT）
  - 準中型自動車
  - 中型自動車
  - 大型自動車
  - 大型特殊自動車
  - 普通自動二輪車
  - 大型自動二輪車
- 第二種運転免許
  - 普通自動車
  - 大型自動車
- フォークリフト講習

## スクールバス
- 高山市内東線
- 高山市内西線
- 古川線

古川、国府方面
- 神岡・上宝線

神岡、上宝方面
- 下呂線

下呂、萩原、小坂、久々野、一之宮方面
- 朝日・久々野線

朝日、久々野方面
- 清見線

清見方面
- 丹生川線

丹生川方面
※神岡、上宝からの通学する場合、濃飛バスの最寄りのバス停から飛騨古川駅までの運賃を自動車学校が負担（スクールバスが運行しない4月1日から11月の期間）。白川郷、荘川からの通学する場合、濃飛バスの最寄りのバス停から高山濃飛バスセンターまでの運賃を自動車学校が負担